# Vallée d'Ilhéou
Pour les articles homonymes, voir Ilhéou (homonymie).

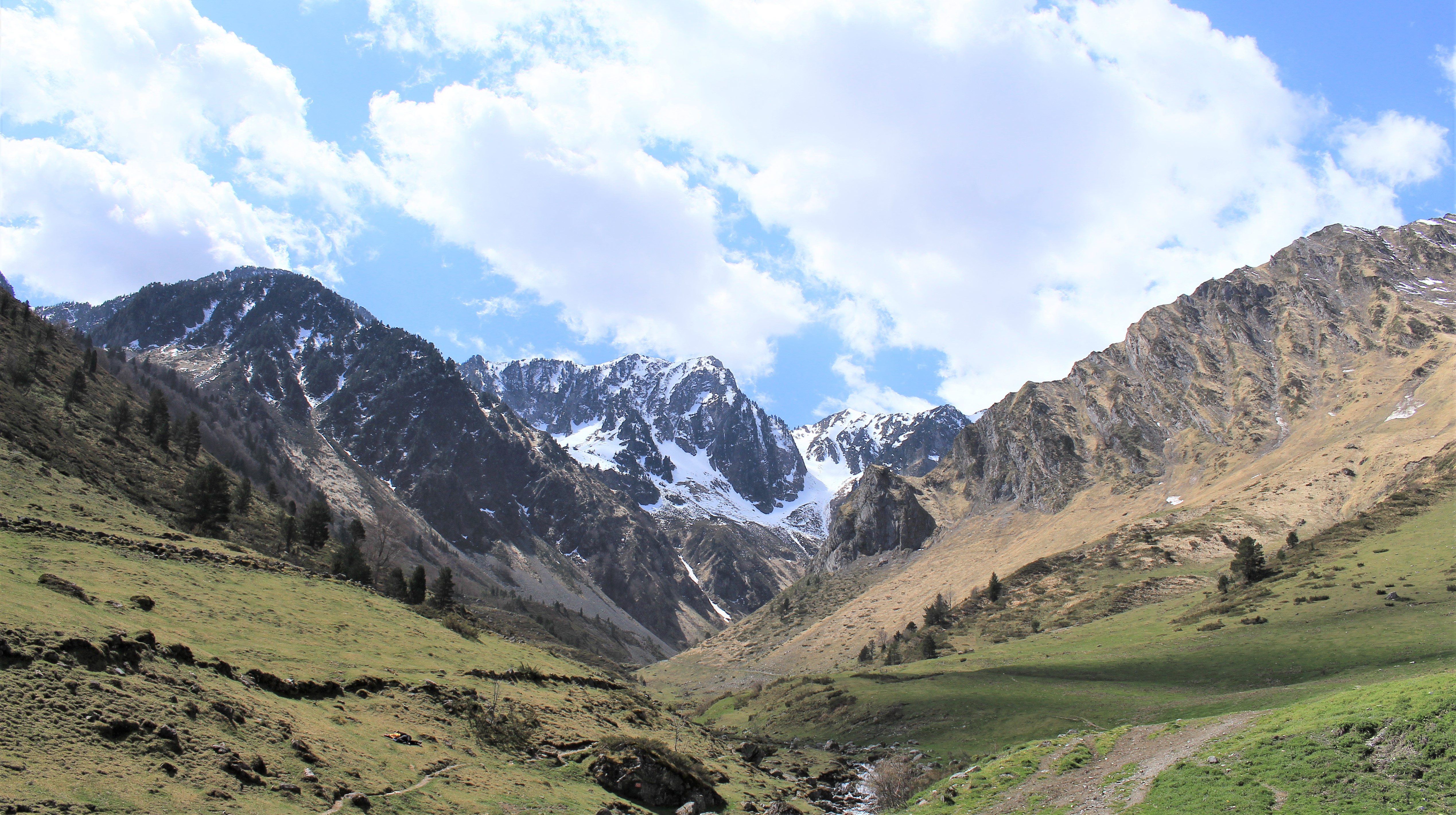
Vue de la vallée depuis le Cambasque.

La vallée d'Ilhéou est une vallée de la chaîne de montagnes des Pyrénées située administrativement dans la commune de Cauterets en Lavedan, dans le département français des Hautes-Pyrénées.

## Toponymie
Le nom Ilhéou se retrouve dans celui de la commune d'Ilheu en Barousse. Ce nom laisse entendre le gascon ilhà « trouée » ou ilhà, anilhà, arrenilhà « faire l'irrintzina ». Mais Gerhard Rohlfs signale que le lac apparaît dans des documents anciens sous le nom d'Eou, du gascon éũ / éoû « lac » auquel on doit également les noms d'Oô, Orédon, Aubert, Aumar, etc.

## Géographie

### Situation
Orientée sud-ouest–nord-est, la vallée s'étend sur environ 8 km avec une largeur moyenne de 3,5 km. La vallée d'Ilhéou débouche à l'ouest de la station thermale de Cauterets dont elle héberge le hameau de Cambasque. Elle se situe entre :
- au nord, le cirque du Lys qui accueille la station de ski de Cauterets ;
- au sud, la vallée du Marcadau puis val de Jéret ;
- à l'ouest, la vallée d'Estaing.

La vallée  se trouve dans le massif de Cauterets.
Elle est comprise entièrement dans la commune de Cauterets.

### Topographie
La vallée d'Ilhéou est surplombée au nord et au sud par des sommets avoisinant les 2 500 mètres :
- au nord : le Soum de Grum (2 657 m), le Moun Né (2 724 m) ;
- au sud : le pic de Nets (2 428 m), le pic de Leytugouse (2 326 m), le Soum de Porcabarra (2 282 m) ;
- à l'ouest : le Grand Barbat (2 813 m), le pic Arrouy (2 785 m).

On peut communiquer au sud avec la vallée du Marcadau par le col de la Haugade (2 310 m) et au nord avec la vallée d'Estaing par le col d'Ilhéou. (2 242 m).

### Faune et flore
La flore protégée (zone incluse dans le parc national des Pyrénées) y trouve des conditions propices à son développement. On trouve de nombreuses espèces endémiques qui sont des plantes de l'étage subalpin en sol acide. Les pins à crochets sont nombreux dans les massifs.

### Hydrographie
La vallée d'Ilhéou est une petite vallée creusée par le gave d'Ilhéou, un affluent gauche du gave de Cauterets qu'il rejoint au centre de Cauterets. En haut de la vallée (partie ouest) se trouvent les lacs d'Ilhéou Bleu (1 976 m) et Noir (1 890 m) et le lac du Hourat (2 343 m).

## Protection environnementale
La partie sud de la vallée est située dans le parc national des Pyrénées.

## Voies de communication et transports
On y accède par la route de Cambasque (RD312).

## Randonnée
Un sentier longe le gave jusqu'à la cascade où il est possible de rejoindre :
- par le sentier de grande randonnée GR 10, la cabane d'Arras peu avant le col d'Ilhéou, puis le vallon du Barbat et la cabane d'Arriousec dans la vallée d'Estaing ;
- le refuge d'Ilhéou (ou refuge Raymond Ritter) à 1 988 m d'altitude, au bord du lac Bleu d'Ilhéou.

De là on peut :
- atteindre le lac du Hourat (2 343 m) d'accès difficile, au pied du pic de Courounalas (2 566 m) ;
- rejoindre le refuge Wallon dans la vallée du Marcadau par le col de la Haugade (2 311 m) et les aiguilles de Casteth Abarca.